# رابرت لاستیگ
رابرت اچ. لاستیگ (متولد ۱۹۵۷) یک متخصص غدد درون ریز کودکان آمریکایی است. او پروفسور ممتاز کودکان در بخش غدد درون ریز در دانشگاه کالیفرنیا، سانفرانسیسکو (UCSF) است. او همچنین مدیر برنامه WATCH UCSF (ارزیابی وزن برای سلامت نوجوانان و کودکان) و رئیس و یکی از بنیانگذاران مؤسسه غیرانتفاعی برای تغذیه مسئولانه است.
لاستیگ در سال ۲۰۰۹ زمانی که یکی از سخنرانی‌های پزشکی او به نام «شکر: حقیقت تلخ» در یوتیوب محبوب شد، مورد توجه همگانی قرار گرفت. او گردآورنده کتاب چاقی قبل از تولد: تأثیرات مادر و پیش از تولد بر فرزندان (۲۰۱۰) و نویسنده کتاب شانس چربی: شکست دادن شانس در برابر قند، غذای فرآوری شده، چاقی و بیماری (۲۰۱۳) است.